# Arromanticidade

Bandeira do orgulho arromântico

Arromanticidade é a orientação romântica na qual as pessoas sentem pouca ou nenhuma atração romântica. Pessoas arromânticas podem ter qualquer orientação sexual, e também desejar relações próximas com outras pessoas. Alguns arromânticos têm um tipo de relacionamento quasiplatônico, que não é romântico mas é mais próximo do que a maioria das pessoas considera ser uma amizade ou outra relação social. Indivíduos que se identificam como arromânticos podem ter problemas para diferenciar afeição de familiar e amistosa daquela que teria um parceiro romântico, vistos como platonirromânticos ou quoirromânticos no espectro arromântico.
A série Heartstopper, da Netflix, chamou a atenção por mostrar essa orientação ao narrar a trajetória do personagem Isaac Henderson, vivido pelo ator Tobie Donovan.

## Terminologia e características
O antônimo de arromanticidade é alorromanticidade ou zedromanticidade, isto é, o estado de experimentar o amor romântico ou a atração romântica em relação a outros - e quem sente isto é denominado alorromântico(a). Um termo informal para uma pessoa arromântica é aro. A expansão do "A" na sigla LGBT, para LGBTQIAPN, é interpretado por alguns como suporte para o arromantismo e a assexualidade junto a ageneridade e androginia.
Um dos atributos dos arromânticos é que, apesar de sentirem pouca ou nenhuma atração romântica, eles ainda podem gostar de sexo. Arromânticos não são necessariamente incapazes de sentir amor. Por exemplo, eles podem sentir amor de família, ou o tipo de amor platônico que é expresso entre amigos. Alguns arromânticos podem afirmar que são capazes de apreciar o tipo de amor ou romance que existe na cultura popular, tais como em filmes, livros ou músicas, mas apenas indiretamente, e que eles não experimentam intuitivamente estes sentimentos em si.
A agamia e o nonamor, assim como o poliamor e o amor livre, também podem ser adotados pela comunidade arromântica. Aroace (ou acearo, mistura de ace com aro) é comumente um termo diminutivo para abarcar assexuais arromânticos, sendo ace uma abreviação de assexualidade e empréstimo léxico de ás em inglês. Aloaro (do inglês, alloaro) é uma abreviatura comum para quem é alossexual e arromântico.
Um termo considerado precursor de arromântico é a "não-limerente".

### Subtipos
A arromanticidade existe como um espectro, que pode variar em termos de subidentidades ou microrrótulos que pessoas nesse espectro podem se identificar. A seguir, alguns exemplos.
- Arromântico estrito: alguém que vivencia nenhum atração romântica em nenhum momento ou circunstância.[26]
- Cinza-arromântico: alguém que pode vivenciar atração romântica raramente, apenas sob certas condições ou de forma fraca.
- Demirromântico: alguém que pode sentir atração romântica, mas somente após formar um vínculo próximo ou profundo com a pessoa.
- Aegorromântico: alguém que não sente atração romântica, mas aprecia a representação do amor romântico.
- Litorromântico: alguém que sente atração romântica, mas não deseja que ela seja recíproca e pode perder essa atração se for correspondida.
- Cupiorromântico: alguém que não sente atração romântica, mas deseja um relacionamento romântico.[27]
- Arromântico fluido (em inglês:  aroflux): alguém cuja atração romântica varia no espectro arromântico, podendo fluir dentro do espectro.
- Frayrromântico: alguém que só sente atração romântica por pessoas que não conhece, podendo perder essa atração se desenvolver uma conexão emocional mais profunda com elas.[28]
- Quoirromântico: alguém que está incerto se sente atração romântica ou não consegue distinguir se seus sentimentos são românticos, sexuais ou platônicos.[29]
- Placiorromântico: alguém que sente pouco ou nenhum desejo de receber gestos românticos, mas tem interesse em realizá-los para outra pessoa.[30]
- Apotirromântico: alguém que sente nenhuma atração romântica e também tem repulsa ou aversão a atividades românticas.[31]

## Comunidade
Muitos arromânticos são assexuais, mas o termo arromântico pode ser usado em relação às diversas identidades sexuais, tais como: bissexual arromântico, heterossexual arromântico, lésbica arromântica, pansexual arromântico, homem gay arromântico ou assexual arromântico, sendo classificados como pessoas variorientadas quando alossexuais. Isto deve-se à arromanticidade lidar primariamente com a emoção, e não com a sexualidade ou a libido. Alguns ativistas, como os do site orientando.org, têm argumentado em prol da adição dos arromânticos na comunidade LGBT.
Algumas publicações têm argumentado que há uma sub-representação de assexuais e arromânticos na mídia e nas pesquisas, e que eles são muitas vezes mal-compreendidos. Arromânticos, por vezes, enfrentam estigma e são estereotipados, com rótulos tais como: sem-coração, insensível, coração-de-pedra, desapegado e iludido. Amatonormatividade, um conceito que eleva as relações românticas acima de relacionamentos não-românticos, é declaradamente prejudicial aos arromânticos. Dentro da comunidade LGBT, assexuais e arromânticos podem enfrentar falsificação ou apagamento de sua existência.